# 리성숙
리성숙(李成淑)은 조선민주주의인민공화국의 탁구 선수였다. 1977년 영국 버밍검 세계선수권대회에서 단체 동메달을 획득하였다.